# Ferdinand Friedrich von Sandrart
Ferdinand Friedrich von Sandrart (* 17. Juli 1774 in Calbe (Saale); † 24. Januar 1866 in Koblenz) war ein preußischer Generalmajor und Brigadier der 8. Landgendarmerie-Brigade in Koblenz.

## Leben

### Herkunft
Ferdinand Friedrich entstammte der wallonischen Familie Sandrart aus dem Hennegau, die wegen ihres protestantischen Glaubens 1571/72 nach Frankfurt am Main eingewandert war. Er war der Sohn des holländischen Majors und nachmaligen Kriegs- und Domänenrates Karl Johann Wilhelm von Sandrart (1742–1796) und dessen Ehefrau Anna Dorothea, geborene Kemmerich (1753–1834). Sein Bruder war der General der Kavallerie Wilhelm von Sandrart.

### Militärkarriere
Sandrart trat am 20. September 1788 als Junker in das Husarenregiment „von Wolffradt“ der Preußischen Armee ein und kam am 27. März 1792 als Kornett in das neuerrichtete Husarenbataillon „Frankenberg“. Dort avancierte er bis Mitte Dezember 1805 zum Premierleutnant. Im Vierten Koalitionskrieg kämpfte Sandrart bei Schleiz und Jena sowie der Verteidigung von Glogau. Im Jahr 1807 wurde er dem Husarenregiment „von Blücher“ aggregiert.
Nach dem Frieden von Tilsit wurde er am 1. Januar 1808 in das Brandenburgische Husaren-Regiment versetzt und stieg bis Ende März 1813 zum Rittmeister und Eskadronchef auf. Während der Befreiungskriege wurde er an der Katzbach und bei Leipzig verwundet und mit dem Eisernen Kreuz II. Klasse ausgezeichnet. Sandrart nahm außerdem an den Gefechten bei Neukirchen, Goldberg, Löwenberg, Hochkirch, Reichenbach sowie Freyburg teil. Am 19. November 1813 wurde er zur Landwehrkavallerie zwischen Elbe und Weser versetzt. Er kämpfte 1814 bei Laon, Paris, La Chaussee, Chalons, Chateau-Thierry, Montmirail, Mery und Meaux. Ab dem 16. August 1814 war er als Kreisbrigadier bei der Gendarmerie zwischen Weser und Rhein in Lengerich tätig und stieg am 28. Dezember 1814 zum Major auf.
Am 16. April 1815 beauftragte man ihn mit der Wahrnehmung der Geschäfte als Oberbrigadier in Münster. Am 13. Februar 1817 folgte seine Ernennung, bis Sandrart am 1. März 1821 die 8. Landgendarmerie-Brigade in Koblenz übernahm. In dieser Stellung wurde er am 30. März 1827 zum Oberstleutnant und am 30. März 1839 mit Patent vom 4. April 1830 zum Oberst befördert. Anlässlich seines 50-jährigen Dienstjubiläums bekam er am 20. September 1838 den St. Johanniter-Orden. Am 12. September 1842 wurde Sandrart der Charakter als Generalmajor verliehen und Ende Oktober 1842 erhielt er die Genehmigung, im Dienst sowohl die Generalsuniform als auch die Gendarmerieuniform mit Generalsepauletten und der Nummer der Brigade zu tragen. Am 11. April 1848 nahm er seinen Abschied mit der gesetzlichen Pension und einem persönlichen Zuschuss.
Anlässlich der Krönung von König Wilhelm I. in Königsberg wurde Sandrart am 18. Oktober 1861 der Stern zum Roten Adlerorden II. Klasse mit Eichenlaub verliehen. Er starb am 24. Januar 1866 in Koblenz und wurde dort zwei Tage später beigesetzt.
Der General von Tippelskirch schrieb 1821 in seiner Beurteilung: „Recht erfahrener Geschäftsmann und besonders achtungswert durch stets taktvolles Benehmen, auch in den verwickelten Fällen. Seine Brigade ist in großer Ordnung, und die Gendarmerie unter ihm hat den besten Ruf im Lande, höchst empfehlenswert.“

### Familie
Sandrart heiratete am 17. Juli 1811 in Meinsdorf Friederike Magdalena von Heineken (1786–1863), verwitwete von Buchholtz.